# Mino Cinelu
Mino Cinelu, född 1957 i Saint-Cloud, är en fransk musiker.
Han är multiinstrumentalist, kompositör, programmerare och producent, men mest känd som percussionist.
Som percussionist blev han världskänd med hans deltagande på Miles Davis' turné år 1981 (vid den tidpunkten av Miles Davis' återvändo efter fem års paus), och hans liveinspelning We Want Miles, där han spelar tillsammans med musikerna  Al Foster och Marcus Miller.
Efter detta har han samarbetat med flera väldigt kända och populära musiker, bland annat Weather Report och Pat Metheny.
År 1999 och 2002 gav han ut två soloskivor.

## Fotnoter
1. ↑  Discogs, Discogs artist-ID: 196880, läst: 9 oktober 2017.[källa från Wikidata]